# Julianne Nicholson
Julianne Nicholson (Medford (Massachusetts), 1 juli 1971) is een Amerikaanse actrice. Ze speelde rechercheur Megan Wheeler in Law & Order: Criminal Intent en recenter in de HBO-serie, Boardwalk Empire.

## Vroege leven
Nicholson is geboren en opgegroeid in Medford (Massachusetts) (even buiten Boston), en is het oudste van de vier kinderen. Na geslaagd te zijn op Arlington Catholic High School, deed ze zes maanden modellenwerk in New York, stopte een jaar, waarna ze haar modellencarrière voortzette in Parijs voor nog eens zes maanden. Na haar terugkeer naar New York ging ze naar Hunter College waar ze twee jaar algemene studies volgde. Terwijl ze in New York was, werkte Nicholson als serveerster en verliet uiteindelijk de school om acteren te studeren en haar professionele acteercarrière te beginnen.

## Carrière

### Film
In haar eerste filmrol speelde Nicholson tegenover Michael Caine en James Spader in Curtain Call een film van Peter Yates. Later verkreeg ze wat bleek haar doorbraak en favoriete rol als koppige jonge feministe in The Love Letter, een film van Peter Chan. Ze werkte met andere internationale regisseurs in films zoals Alain Berliners Passion of Mind, en Nick Hurran's Little Black Book. Ze heeft een niet gecrediteerde rol in Guy Ritchie's Britse gangsterfilm Snatch als de reisagent met een geschoren hoofd.
Nicholsons Amerikaanse dramarollen zijn onder andere Shadows and Lies (regisseur Jay Anania), Staten Island (regisseur James DeMonaco), Brief Interviews with Hideous Men (regisseur John Krasinski), Tully (regisseur Hilary Birmingham), Kinsey (regisseur Bill Condon). Haar Amerikaanse comedy rollen zijn onder andere Seeing Other People (regisseur Wally Wolodarsky) and Puccini For Beginners (regisseur Maria Maggenti).

### Televisie
Onder Nicholsons televisierollen zijn een bijrol in de televisieminiserie Storm of the Century en gastrollen in ER en Law & Order. Ze begon te werken met sommige topproducenten. Ze werd gekozen door Steven Spielberg voor de hoofdrol in het paranormale drama The Others. Aan het einde van 2001 werd Nicholson een van de vaste castleden van Ally McBeal van producent David E. Kelley waarin ze het karakter "Jenny Shaw" speelde in 13 afleveringen. Ze werkte met John Wells in het medische drama Presidio Med en met Steven Bochco in de pilot van Marriage op HBO. Julianne werkte met Dick Wolf in zijn kortdurende televisiedrama Conviction op NBC en in wat haar bekendste rol is, als Megan Wheeler, in het zesde seizoen van Law & Order: Criminal Intent. Nicholson zei dat haar favoriete Criminal Intent aflevering "Weeping Willow" was, dat zij beschreef als "compleet anders dan sommige afleveringen die we eerder gedaan hadden en heel erg opwindend en actueel." Originele Engelse tekst: "really different from a lot of the ones we've done before and very exciting and current." Vanaf de aflevering "Major Case" verliet Nicholson de serie en werd vervangen door actrice Saffron Burrows.
In 2011 had ze een gastrol in Royal Pains als "Jess", een van Dr. Lawsons patiënten die lijdt aan paniekaanvallen. Ze speelde ook in Boardwalk Empire, als een terugkerend karakter, U.S. Assistant Attorney General Esther Randolph, in hetzelfde jaar.

### Theater
Nicholson speelde in een aantal toneelstukken in New York. Haar werk in het theater zijn onder andere de volgende optredens in New York:
| Titel                         | Producent           | Regisseur    | Theater                         |
| Stranger                      | Craig Lucas         | Mark Brokaw  | The Vineyard Theater            |
| Parlor Song                   | Jez Buttersworth    | Neil Pepe    | The Atlantic                    |
| This                          | Melissa James Gibso | Daniel Aukin | Playwrights Horizons            |
| Parents Evening               | Bathseba Doran      | Jim Simpson  | The Flea                        |
| The Hallway Trilogy: Rose     | Adam Rapp           | Adam Rapp    | Rattlestick Playwrights Theater |
| The Hallway Trilogy: Paraffin | Adam Rapp           | Daniel Aukin | Rattlestick Playwrights Theater |

## Privéleven
In 2004 trouwde ze met de Britse acteur Jonathan Cake in Italië; ze ontmoetten elkaar toen ze een koppel speelden in een niet uitgezonden pilotaflevering van HBO getiteld Marriage. Ze hebben twee kinderen. Een van Nicholsons favoriete films is Living in Oblivion van regisseur Tom DiCillo.

## Filmografie

### Films/(mini)series
- Long Time Since – Vivian James/Phoebe James (1997)
- One True Thing – Universiteitsstudent (1998)
- Harvest – Lou Yates (1998)
- Curtain Call – Sandra Hewson (1999)
- The Love Letter – Jennifer McNeely (1999)
- Storm of the Century tv-miniserie – Cat Withers (1999)
- Tully – Ella Smalley (2000)
- Godass – Nancy (2000)
- The Others tv-serie – Marian Kitt (2000)
- Passion of Mind – Kim (2000)
- Dead Dog – Charity (2000)
- Hero – Jonge Duitse Vrouw (2000)
- Snatch – Bookie's Agent (niet gecrediteerd) (2000)
- Strike a Light – haarzelf (2001)
- Ally McBeal – Jenny Shaw (afleveringen 91–103) (2001–2002)
- Speakeasy – Rebecca (2002)
- I'm with Lucy – Jo (2002)
- Presidio Med televisieserie – Dr. Jules Keating (2002)
- Kinsey – Alice Martin (2004)
- Seeing Other People – Alice (2004)
- Little Black Book – Joyce (2004)
- Her Name is Carla – Carla (2005)
- Flannel Pajamas – Nicole (2005)
- Two Weeks – Emily Bergman (2006)
- Conviction – Christina Finn (2006)
- Puccini for Beginners – Samantha (2006)
- Law & Order: Criminal Intent – Rechercheur Megan Wheeler (2006–2009)
- Brief Interviews with Hideous Men – Sara Quinn (2009)[4]
- Staten Island – Mary Halverson (2009)
- Shadows and Lies – Ann (2010)
- Boardwalk Empire - U.S. Assistant Attorney General Esther Randolph (2011- )
- Masters of Sex - Doctor Lillian DePaul
- Ten Thousand Saints (2015) - Harriet
- Black mass (2015) - Marianna Connolly
- I, Tonya (2017) - Diane Rawlinson
- Novitiate 2017) - Nora Harris
- Monos (2019) - La doctora
- Mare of Easttown (2021) - Lori
- Blonde (2022) - Gladys
- Janet Planet (2023) - Janet

### Gastrollen
- Law & Order – Jessie Lucas (aflevering 11.20 "All My Children") (2001)
- ER – Jordan Dunn (afleveringen 10.19 "Just a Touch" en 10.20 "Abby Normal") (2004)
- Royal Pains – Jess (aflevering 2.17 "Fight or Flight") (2011)